# Lispocephala pilosa
Lispocephala pilosa este o specie de muște din genul Lispocephala, familia Muscidae, descrisă de Malloch în anul 1935. Conform Catalogue of Life specia Lispocephala pilosa nu are subspecii cunoscute.